# Ozon
Ozonul este a doua formă alotropică a oxigenului, fiind constituit din trei atomi ai acestuia. Formula sa chimică este O3. Molecula sa este instabilă și se descompune după un timp scurt în oxigen diatomic. El este un agent oxidant puternic din care cauză este dăunător omului, producând dureri de cap, fiind iritant, caustic al mucoaselor respiratorii.
Stratul de ozon prezent în atmosfera terestră acționează ca un filtru care reține cea mai mare parte din radiația ultravioletă nocivă solară, reglează temperatura din atmosferă, cu implicații deosebite în protejarea biosferei.
Conform FDA, „Ozonul este un gaz toxic, care nu are nicio aplicabilitate medicală în vreo terapie specifică, adjuvantă sau preventivă.” Pentru oameni și animale este puternic otrăvitor.

## Istoric
Denumirea de „ozon” provine din grecescul ozein, care înseamnă „a mirosi”. 
Primul care descoperă (1839), izolează și denumește ozonul este chimistul german Christian Friedrich Schönbein, în timpul unor experimente de electroliză a apei conduse la Universitatea din Basel. Formula chimică a fost stabilită după 1865 de Jacques-Louis Soret.
Walter Noel Hartley identifică pentru prima dată (1880) proprietatea ozonului de a absorbi razele ultraviolete.
Fizicianul german Erich Rudolf Alexander Regener publică o lucrare (1934) în care ilustrează mecanismul de descompunere a ozonului sub acțiunea razelor ultraviolete.

## Preparare
Ozonul se obține cel mai simplu de la oxigen, cu ajutorul unei energii străine (căldură, lumină, electricitate), după reacția:
3O2 + 69 kcal = 2O3
Această reacție este endotermă cu contracție de volum.
Oxigenul molecular produce oxigen atomic sub acțiunea amintitei energii. Oxigenul atomic reacționează cu cel molecular cu generarea ozonului. Formarea ozonului este în echilibru fotochimic cu disocierea ozonului.
Metodele de preparare a ozonului au inerent un randament scăzut datorită instabilității acestei forme alotropice a oxigenului.
Se poate produce ozon prin acțiunea unor acizi concentrați (sulfuric, azotic) asupra unor săruri ca permanganat, persulfat, prin electroliza acidului sulfuric concentrat, electroliza apei acidulate cu anod din metal inoxidabil iar apa acidulată neconținând vreun corp capabil de a adsorbi oxigen.

## Caracteristici
Este slab solubil în apă. Este reactiv la temperaturi ambientale cu compușii cu care oxigenul reacționează numai la temperaturi ridicate.
Cea mai mare solubilitate apare la tetraclorura de carbon, trei volume de ozon absorbite per volum de solvent. Un alt solvent este sulfura de carbon. Ambele variante de dizolvare produc un amestec lichid colorat albastru.
Este diamagnetic.
În stare lichidă este parțial miscibil cu oxigenul lichid.

## Ozonul din atmosferă
Tocmai datorită faptului că este instabil, ozonul este foarte rar și se găsește în atmosferă (cea mai mare concentrație a sa este stratul de ozon), la suprafața Pământului (în procent de 1·10-7%) și la 22 de km de suprafața Pământului (în procent de 1·10-6%). Locurile unde ozonul mai poate apărea sunt cascadele și malurile mărilor (rezultat în urma influenței razelor ultraviolete) și pădurile de brazi (produs în urma oxidării terebentinei și a altor compuși organici).
Existența ozonului în atmosferă este datorată interacției dintre razele solare ultraviolete și oxigenul atmosferic.
Aceste raze, caracterizate printr-o cantitate semnificativă de energie, descompun moleculele de oxigen în câte doi atomi.
Ozonul se formează prin unirea a câte trei astfel de atomi, dar este instabil, astfel că din nou atomii se unesc în molecule de oxigen și ciclul se repetă la infinit.

### Influențe asupra sănătății
Stratul de ozon din jurul Pământului protejează biosfera de efectele dăunătoare ale radiațiilor ultraviolete solare (cum ar fi cancerul de piele) și ale radiațiilor electromagnetice potențial periculoase.
Ozonul format in apropierea pământului este toxic, putând duce la dificultăți sau afecțiuni respiratorii și distrugerea plantelor.
În ultimii ani, poluarea chimică (în special cu freon) conduce nu numai la încălzirea globală, ci și la distrugerea stratului de ozon, fenomen cu efecte negative ca:
- perturbarea echilibrului termic al atmosferei,
- declanșarea ploilor acide,
- dispariția unor specii de animale,
- diminuarea ratei de reproducere a animalelor,
- creșterea incidenței cancerului de piele și al unor afecțiuni oftalmologice precum: conjunctivită, cataractă.

Ozonizatoarele sunt interzise pentru uz casnic în Canada, California și (posibil) în statul New York. Ozonul este un gaz puternic otrăvitor (toxic în mod acut).

### Gaura din stratul de ozon
Ca efect al emisiilor de clorofluorocarburi, încă de la sfârșitul secolului XX se remarcă fenomenul de rarefiere a stratului de ozon atmosferic în special deasupra Antarcticii.
Aceasta se datorează și prezenței cristalelor de gheață din norii stratoferici din zona polară.
Convenția de la Viena Protecția stratului de ozon, intrată în vigoare în 1985 se referă la utilizarea de substanțe și tehnologii alternative care să evite distrugerea acestui înveliș protector.